# Sasunaga nupa
Sasunaga nupa là một loài bướm đêm trong họ Noctuidae.